# Função inversa

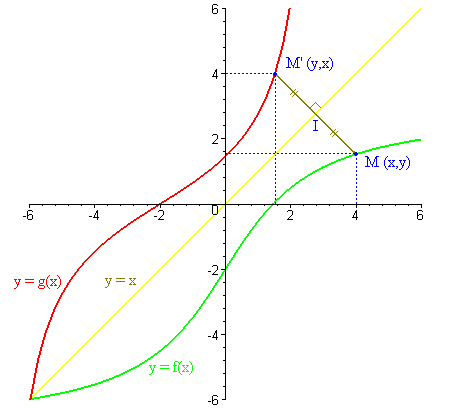
A função inversa de uma função real de variável real obtém-se de por uma simetria em relação à recta.

Em matemática, a função inversa de uma função {\displaystyle f:X\rightarrow Y} é, quando existe, a função {\displaystyle f^{-1}:Y\rightarrow X} tal que {\displaystyle f\circ f^{-1}=\mathrm {id} _{X}} e {\displaystyle f^{-1}\circ f=\mathrm {id} _{Y}} (id=função identidade). Ou seja, o que era domínio na função original (o conjunto {\displaystyle X} neste caso, ilustrado na figura abaixo) vira imagem na função inversa, e o que era imagem na função original ({\displaystyle Y}, neste caso - ilustrado na figura abaixo) vira domínio.
Uma função que tenha inversa diz-se invertível. Se uma função for invertível, então tem uma única inversa. Uma condição necessária e suficiente para que uma função seja invertível é que seja bijectiva.
Se {\displaystyle f:X\to Y} for uma função injectiva de {\displaystyle X} em {\displaystyle Y}, então {\displaystyle f} é também uma função bijectiva de {\displaystyle X} em {\displaystyle f(X)}. Consequentemente, tem uma inversa de {\displaystyle f(X)} em {\displaystyle X}. Por abuso de linguagem, também se designa esta função por inversa de {\displaystyle f}, embora o seu domínio não seja, em geral, o conjunto {\displaystyle Y}.

## A função inversa de uma função real de uma variável real
Seja {\displaystyle f:\mathbb {R} \to \mathbb {R} } uma função bijetiva definida por {\displaystyle y=f(x)}. Resolvendo {\displaystyle y=f(x)} para {\displaystyle x} em função de {\displaystyle y}, temos determinado uma função {\displaystyle x=g(y)}. Esta função é a função inversa de {\displaystyle f}, i.e. {\displaystyle g=f^{-1}}.
Exemplo:
Para determinarmos a inversa da função {\displaystyle f(x)=x+1} podemos proceder da seguinte forma:
1. {\displaystyle f(x)=x+1}
2. {\displaystyle y=x+1}
3. {\displaystyle x=y+1}
4. {\displaystyle y=x-1}
5. Portanto, {\displaystyle f^{-1}(x)=x-1}

## Inversa à direita ou à esquerda
Dadas as funções {\displaystyle f:A\to B} e {\displaystyle g:B\to A}, diremos que {\displaystyle g} é função inversa à esquerda de {\displaystyle f}quando a função composta {\displaystyle g\circ f=id_{A}:A\to A} (id=função identidade), ou seja, quando {\displaystyle g(f(x))=x} para todo {\displaystyle x} pertencente ao conjunto A. Uma função {\displaystyle f} possui inversa à esquerda se, e somente se, for injectiva. . Por exemplo, a função {\displaystyle f:\mathbb {N} \to \mathbb {R} } dada por {\displaystyle f(x)=2x}, que é injetiva e não sobrejetiva, tem como inversa {\displaystyle g(x)={\frac {x}{2}}}, porque a função composta {\displaystyle (g\circ f)(x)=g(f(x))={\frac {2x}{2}}=x} para todo {\displaystyle x\in \mathbb {N} }, a qual é a função identidade.
Dadas as funções g:B→A e f:A→B e , diremos que g é uma inversa à direita de f quando a função composta f O g = idB:B→B, ou seja, quando f(g(x)) = x para todo y pertencente ao conjunto B. Uma função f possui inversa à direita se, e somente se, for sobrejetiva.